# Talatat
Talatat  je kamnit blok standardizirane velikosti 1⁄2 x 1⁄2 x 1 egipčanski kubit (laket), ki ustreza velikosti okoli 27 x 27 x 54 cm. Uporabljal se je med vladanjem faraona Ehnatona iz Osemnajste egipčanske dinastije za gradnjo Atonovih templjev v Karnaku in Amarni. Standardizirana oblika in majhna masa sta zelo povečali hitrost  gradnje.  Njegova raba se je začela verjetno v drugem letu Ehnatonovega vladanja. Po koncu amarnskega obdobja se je gradnja s talatati opustila,  ker očitno niso ustrezali zahtevam novega časa.

## Ehnatonovi talatati
Bloke, ki so jih vgradili v Tempelj Amenhotepa IV. (Ehnatona) v Karnaku in drugih opuščenih templjih, posvečenih bogu Atonu, sta Horemheb in Ramzes II. uporabila za polnilo pilonov in temelje velikih zgradb.  Velika hipostilna dvorana  in Drugi pilon v Karnaku sta zgrajena na ogromnem številu talatatov.
Več deset tisoč talatatov se je ohranilo. Poslikani bloki so se fotografirali in rekonstruirali kot del Projekta Ehnatonov tempelj.

## Etimologija
Izraz talatat so domnevno uporabljali egipčanski delavci. V arheološki jezik ga je uvedel egiptolog H. Chevrier. Nekateri poznavalci domnevajo, da je izpeljan iz italijanskega izraza  tagliata, ki pomeni kamnoseštvo.